# Orbest Orizonia Airlines
Orbest Orizonia Airlines – założone jako Iberworld w 1998 roku, hiszpańskie czarterowe linie lotnicze z siedzibą w Palma de Mallorca. Obsługują loty czarterowe do miejsc w Europie i na Karaibach, regularny ruch krajowy i regularne międzynarodowe połączenie do Hawany. W swojej 11-letniej historii, Orbest Orizonia Airlines latały na czterech kontynentach i obsługiwał trasy do ponad 30 krajów. Głównym węzłem jest port lotniczy Palma de Mallorca. Orbest Orizonia Airlines są częścią Orizonia Group, trzeciego co do wielkości w Hiszpanii organizatora wycieczek.
W 2011 roku zmieniono nazwę linii z Iberworld na Orbest Orizonia Airlines.

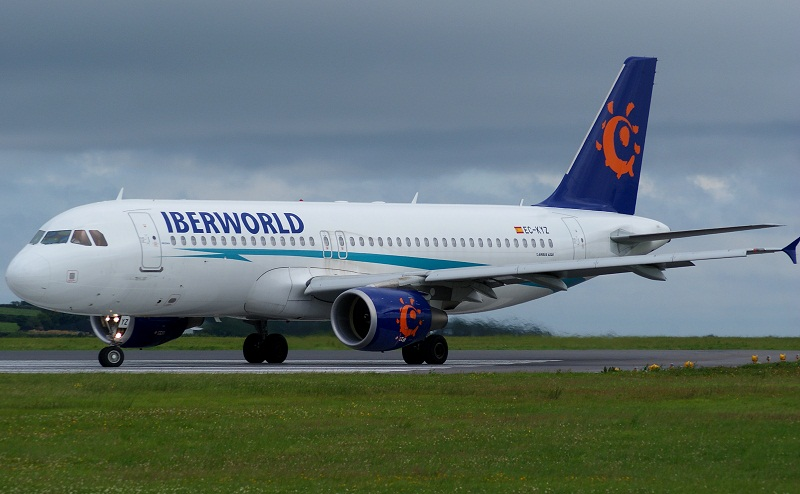
Airbus A320 w barwach Iberworld

## Flota
| Samolot         | W użyciu | Pasażerowie |
| --------------- | -------- | ----------- |
| Airbus A320-200 | 6        | 180         |
| Airbus A330-300 | 2        | 388         |
| Razem           | 8        |             |